# Чукаєво (Калузька область)
Чукаєво (рос. Чукаево) — присілок в Мединському районі Калузької області Російської Федерації.
Населення становить 4 особи. Входить до складу муніципального утворення Присілок Михальчуково.

## Історія
Від 2004 року входить до складу муніципального утворення Присілок Михальчуково.

## Населення
| 2002 | 2010 |
| ---- | ---- |
| 0    | ↗4   |